# Namnice
Namnice jsou malá vesnice, část obce Chrást v okrese Příbram ve Středočeském kraji. Leží na silnici III/0193 cca dva kilometry západně od Chrástu, mezi městy Březnice a Rožmitál pod Třemšínem nedaleko pohoří Brdy. Farností náleží k Třebsku. Nachází se zde 12 domů, z toho 11 obydlených trvale nebo rekreačně. V roce 2011 zde trvale žilo 21 obyvatel.

## Historie

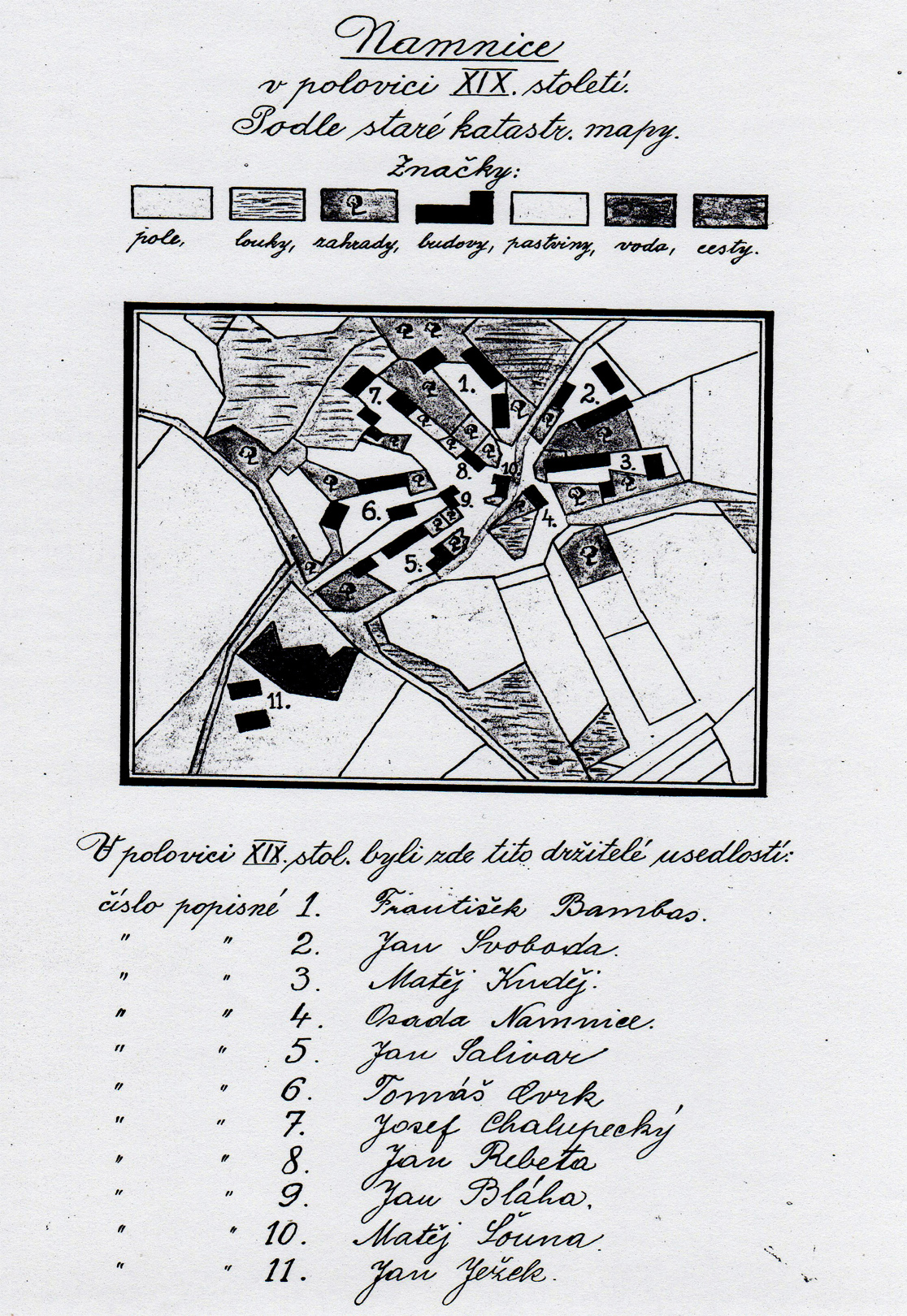
Namnice v polovině 19. století

První písemná zmínka o vesnici pochází z roku 1379. Vesnice patřila ve 14. století k arcibiskupskému zboží příbramskému. Roku 1379 tu bylo čtyři a půl lánu pozemků bez jednoho jitra a 11 držitelů. Podle drahenického urbáře museli držitelé vykonávat ročně dva dny ruční roboty o senách a platit poplatek ve výši pravděpodobně 10 grošů z jednoho lánu. Jedna z prvních písemných zmínek o osadě pochází z doby vlády císaře Rudolfa II.: „Janovi Vrabskemu na Drahenicich, vsi Poříčí hořejšího a dolejšího, vsi Chrastu, vsi Namnice a jednoho mana v Rástelich, kterýž platu žádného neplati, což vše ku panství našemu Příbramskému náleží, s dědinami, lukami, porostlinami sedlskými, s platy, robotami, s krčmou a potokem při vsi Poříčí ležícím, s lidmi osedlými i neosedlými etc. prodaných za 1300 kop gr. c.“
Ještě v roce 1654 patřily Namnice k Příbrami, v té době tu žili 4 dříve usedlí a 2 nově usedlí. později, v neznámé době, byly přikoupeny k Drahenicům. Roku 1770 zde bylo osm čísel, v roce 1885 12 čísel a 70 obyvatel.
Ještě v roce 1890 měla Namnice 83 obyvatel, zatímco v roce 2007 již jen 19. V roce 1924 vznikl sbor dobrovolných hasičů, který působí dodnes.

## Současnost
Namnice jsou v současnosti zemědělskou a rekreační vsí s předpokladem dalšího rozvoje. Program Evropské unie SAPARD umožnil vybudovat řadu nových komunikací. Každé číslo popisné je napojeno na obecní vodovod a má vlastní čistírnu odpadních vod. Vsí probíhají cyklostezky s kvalitním živičným povrchem. Návštěvu je možné spojit s prohlídkou Památníku Antonína Dvořáka v nedaleké obci Vysoká u Příbramě. Koncem roku 2007 zřídila obec v opuštěném statku provoz na výrobu dřevěných štěpků k topení. Koupila mobilní stroj na drcení dřeva až do průměru 30 cm. S ním je možné zpracovávat dřevní hmotu i například v lese, podél silnic apod. Místní občané tak získali možnost zvýhodněného nákupu paliva z obnovitelných zdrojů energie, biomasy.

## Obyvatelstvo
| Rok            | 1869 | 1880 | 1890 | 1900 | 1910 | 1921 | 1930 | 1950 | 1961 | 1970 | 1980 | 1991 | 2001 | 2011 | 2021 |
| -------------- | ---- | ---- | ---- | ---- | ---- | ---- | ---- | ---- | ---- | ---- | ---- | ---- | ---- | ---- | ---- |
| Počet obyvatel | 72   | 82   | 83   | 78   | 70   | 63   | 57   | 49   | 40   | 28   | 21   | 24   | 19   | 21   | 15   |
| Počet domů     | 11   | 12   | 12   | 12   | 12   | 11   | 11   | 11   | 11   | 9    | 8    | 10   | 10   | 12   | 12   |

## Obecní správa
Při sčítání lidu v letech 1850–1876 Namnice byly osadou obce Přední Poříčí v okrese Blatná. V letech 1877–1979 byly osadou obce Chrást, se kterým patřily nejprve do okresu Blatná, ale od roku 1960 v okrese Příbram. Od 1. ledna 1980 do 23. listopadu 1990 byly částí města Březnice v okrese Příbram. Od 24. listopadu 1990 jsou opět částí obce Chrást v okrese Příbram.